# 歩行者空間

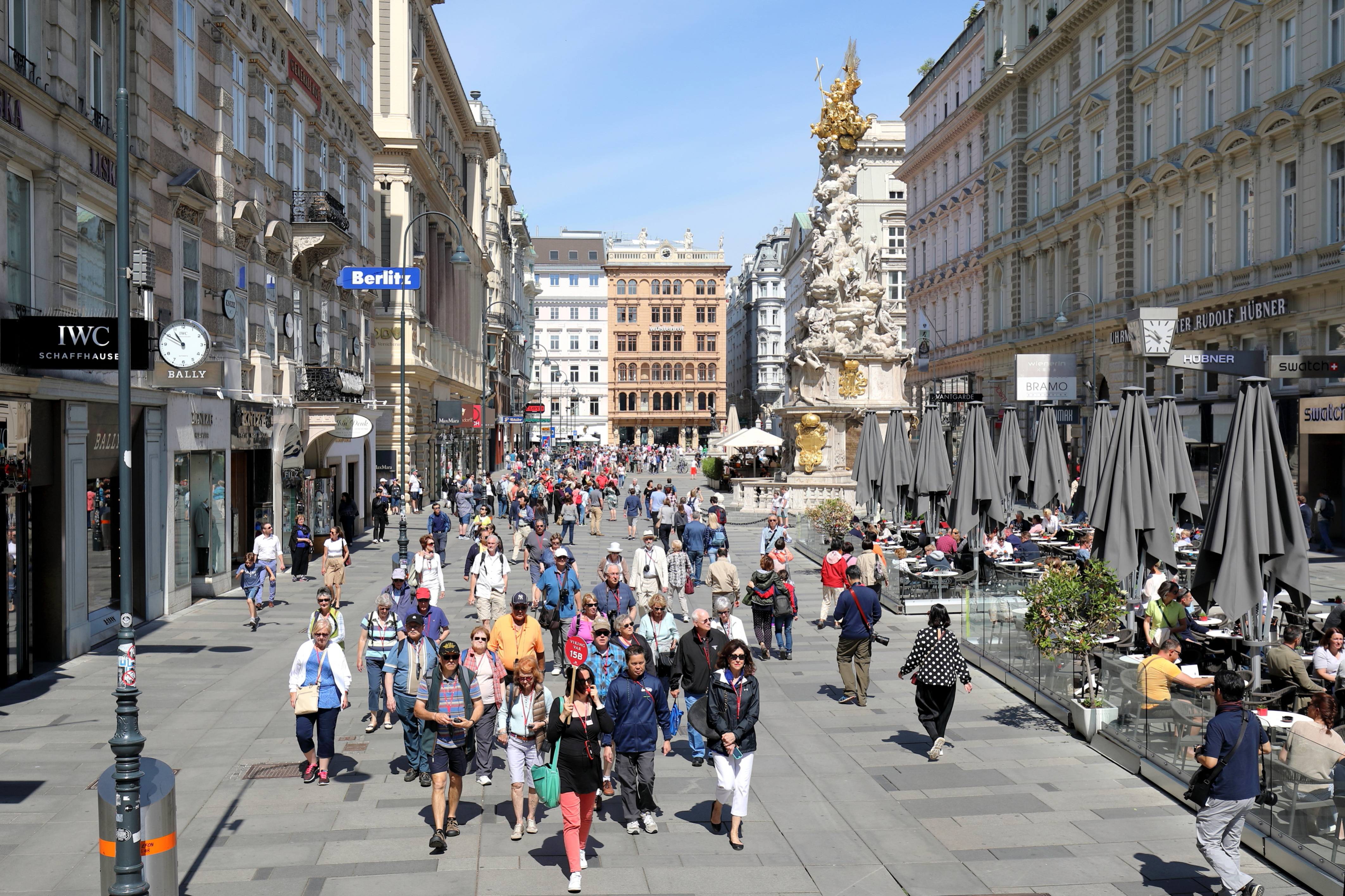
ウィーン初のグラーベン通りの歩行者専用ゾーン（2018年）

歩行者空間（ほこうしゃくうかん、英語: pedestrian zone）とは、都市空間のうち、歩行者の安全や健康に配慮して設計されたルートやエリアの総称。自動車空間に対比した概念である。
また歩行者空間（歩行者専用道）と融合した商店街・商業街路が世界の都市で多く見られる。
- 北米・オセアニア（および日本）などでは、そのような商店街を指して「モール」[2]と呼ぶ。

## 概説
歩行者の安全や健康に配慮して設計されたルートやエリアを歩行者空間という。
徒歩は非常に個性の強い行為であり、歩行者の年齢、移動の目的、携帯する荷物、歩行者の数などが大きく影響する。歩行者空間の設計にあたっては、歩行者の安心感、遠回りの回避、歩きやすさなどを考慮する必要がある。歩行者空間系のアメニティの要素としては、歩行者道、自動車が最適制御されている道路、公園、広場、街具等がある。
商業街路での車両の通行を禁止した起源については諸説ある。1930年にドイツのエッセンにあるリンベッカー通りが世界で初めてであったといわれている。もしくは、世界で初めて登場したのは第二次世界大戦が終わって間もないころともいわれており、西ドイツの商店街が最初だったとも、オランダのロッテルダムの商店街が最初だったともいわれる。

## モール
北米・オセアニアでの「モール」は、商業街路で自動車をすべて排除しているもの、バスやタクシーのみを通行可能としているもの、一般車も通行可能なものなどがあり、各地域の地域性や交通条件に合わせた形態が生み出されている。車両の進入を禁じたモールをペデストリアンモール（フルモール）という 。

### 交通形態による分類

#### セミモール
セミモールとは、車道を残したまま歩道を整備して通行する車種や車両の速度を制限したモールをいう。
- 設置例
  - シャンゼリゼ通り（パリ）[6]
  - 馬車道（横浜市）[6]
  - シーモール（下関市）[6]

#### トランジットモール
トランジットモールとは、歩道と車道を整備し車道は公共交通機関のみ通行可能としたモールをいう。トランジットとは公共交通機関を指す北米英語である。
- 設置例
  - ニコレット・モール（ミネアポリス）[7]
  - ステートストリートモール（シカゴ）[7]

#### ペデストリアンモール（フルモール）

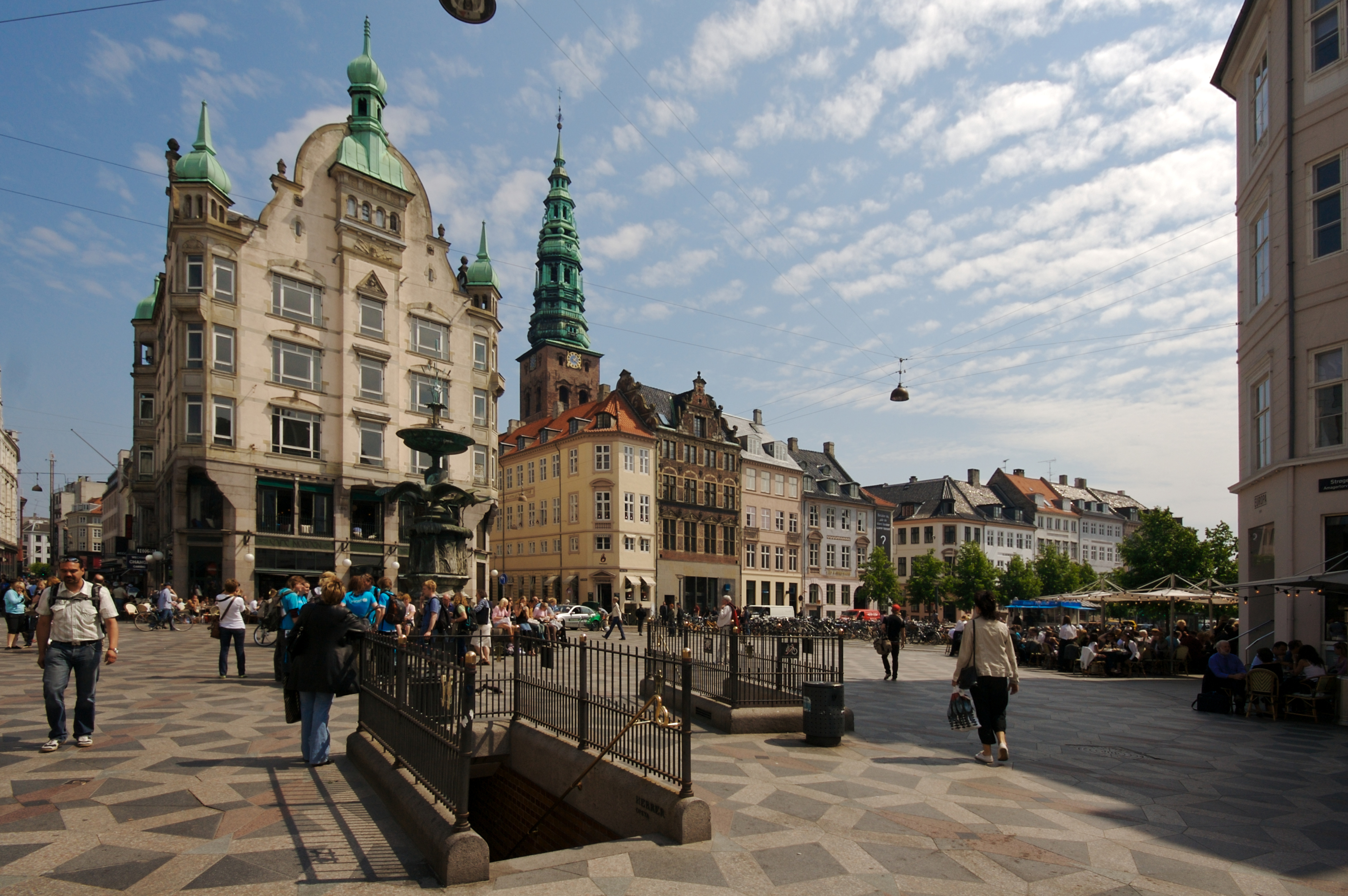
コペンハーゲン市のストロイエ

ペデストリアンモール（フルモール）とは、車両の進入を禁じたモールをいう。
- 設置例
  - ストロイエ（コペンハーゲン）[7]
  - ノイハウザー通り（ミュンヘン）[7]
  - カウフィンガー通り（ミュンヘン）[7]
  - フルトンモール（フレズノ）[7]
  - キャプテンズウォーク（ニューロンドン）[7]
  - イセザキモール（横浜市）[7]
  - 一番町（仙台市）[7]

なお、日本語の「歩行者天国」も英語ではpedestrian [car-free] mall（ペデストリアンモール） と訳される。ただし、ペデストリアンモール（フルモール）は日本では道路交通法上の「歩行者用道路」として実施される「歩行者天国」 のほか、道路法上の歩行者専用道路 として実施されることもありこれらは根拠法令や定義が異なる。

### 空間形態による分類

#### オープンモール
オープンモールとは、アーケードのないモールをいう。

#### セミクローズドモール
セミクローズドモールとは、道路の両端にアーケードまたは奥行きのある庇を設置したモールをいう。

#### エンクローズドモール
エンクローズドモールとは、屋根を設置したモールをいう。

## 西洋の都市
ヨーロッパ（特に地中海地方）の都市では広場を中心に、教会、集会場、市場等の主要施設が取り囲み、広場及び広場からつながる道路が歩行者空間として機能していた。
中心市街の歩行者空間化をいち早く実現した欧州都市、その萌芽は実は第二次世界大戦直後の1950年代に遡ることができる。それを支えてきたのが、文明の利器としての自動車の存在は認めつつも、それをうまくコントロールすることによって、豊かな市民生活を取り戻すという、合理的な考え方であった。従来の車優先を許容してきた生活パターンを変革し、都市内のある一定の区域から不必要な通過交通などの締め出しを図る。そして歩行者優先の思想のもとに人間的スケールの都市環境の回復を図る。それによって中心市街にも人が戻り、賑わいの復活につながるという、シナリオを実現してきた。

### デンマーク
歩行者空間先進都市デンマークの首都コペンハーゲンのまちにストロイエ (Stroget) と呼ばれる歩行者街路がある。ここは人口52万人程度の日本の地方中核都市レベルだが、この語源が「そぞろ歩き」という意味である。この街路は四つの通りと幾つかの広場を含めた総称で、その延長は約2キロメートル（km）にも及ぶ。自動車の進入抑制には沿道の商店や市民などから様々な抵抗があったものの、市当局は社会実験によってその効果を検証し、市民コンセンサスを取り付け、一部改良を加えるなどを経て、1962年に完全実施にこぎつけた。その背景には都市内人口の郊外転出、そしてそこに新たに立地したショッピングセンターに客足を取られることによる深刻な都心商業地の売り上げ減少という問題もあった。住民の郊外転出を食い止め、周辺部から買い物に訪れるお客さんたちの心地よい買い物環境を守る。車イスの人たちも抵抗なく買物を楽しめるようにする。そのためには車の進入の抑制を図り、安全で快適な買物環境をつくる。その結果は極めて好評で、歩行者区域は年々拡大していった。歩行者街路化された区域面積 (街路広場を含む) は、1962年の15,800平方メートル（m2）から2000年には99,750 m2へと38年間で65倍にまで拡大している。つまり1本の道から面へと広がりを見せている。
通りには大道芸人や露店が並ぶ。そしてかつては車に占拠されていた幾つかの広場も、露店の花屋さんや果物屋、オープンカフェが並び、そこは老人たちや主婦層など、都心で暮らす市民たちの社交場、すなわち一種の溜まり場ともなっており、ニューハウンにまで歩行者空間が続く。人通りの多いストロイエ沿いはお店が並ぶが1歩裏道へ入れば、そこは生活街なのであるが、そのストロイエは市役所前の広場から始まり、ここのかつての物揚場は自動車通行が規制されかつての港で、市民や観光客の姿がある。

### イギリス
イギリスのレッチワースは1903年に建設された田園都市であるが、交通安全対策としてクルドサック（袋小路道路）と呼ばれる手法がとられ歩車分離の先駆けとなった。

### ドイツ
ドイツでは1960年代に歩行者空間の一種である歩行者ゾーンが多くの都市の中心部で整備された。ドイツでは道路交通規制に関する行政命令（VWV-StVO）第41条第2項第5により、歩行者空間は歩道と同様に歩行者専用の空間として車両交通は例外的にしか認められない。
コペンハーゲンより早く歩行者空間化を実現したとされるのがドイツのエッセンで、1930年代にリンベッカー通りのわずか延長300メートル（m）だが、同国エッセンのリンベッカー通りが世界初の歩行者空間とされている。この時馬車や自動車の乗り入れを禁止した。その結果、リンベッカー通りの商店の売上げが、大きく増加するという効果をもたらした。第二次大戦後の復興計画を模索する旧西ドイツの各都市がリンベッカー通りの実践例を思い出し、採用していったのが歩行者街路の普及につながったとされる。
歩行者街路発祥の地エッセンでは1950年代後半には同通りの歩行者空間化を実現し、そして1965年に都心部の南北約1 km 東西800 mほどの十字型の歩行者街路網へと発展させた。この歩行者街路を支える仕組みとして、外周をめぐる幹線道路、それに当然のことながら車から歩行に切り替えるための駐車場が整備されている。歩行者路から200 m以内に、約1万台分の駐車場、そしてケルンの歩行バス、地下鉄 (Uバーン) - 都市鉄道 (sバーン) の駅や停留所も、歩行者街路網と直結させている。これらの全体のシステムが完成したのは1971年のことである。
ブレーメンは交通計画の世界では有名なトラフィック·セル交通セルをシステム発祥の地としても知られている。その完成は1960年だが実は戦災復興計画の中で考案され、後に欧州各都市で導入されることになる。まちも復興に際し、歴史的な旧市街地区を復元したが、旧市街の周囲に巡らされていた城壁は撤去し、中心部 (約1,000 m× 600 m) への自動車の流入抑制を図るべく都心環状道路を建設した。その中心にある十字のメインストリート·ケットヴィガー通りとツエーゲ通りを歩行者街路とし、その十字で区切られた四つの区域をセル (細胞) と見立て、各セル内の交通は周辺の道路の、定の交差点からのみ進入させた。これにより通過交通は排除され、中心部は歩行者区域となった。ケットヴィガー通りにはLRTが引き入れられ、その当時としては珍しいトランジット·モール形式の街路も実現している。
この考え方は、後に出版された有名な英国の｢ブキャナンレポート (Traffic in towns,邦訳:都市の自動車交通\八十島·井上訳、鹿島出版会)｣においても"都市の部屋“の概念として紹介されているが、このブレーメンの方式はその先取りとなった。
ミュンヘンの有名な事例は1972年にオリンピックが開催されたミュンヘン (人口約130万人) で、1965年に都心部に歩行者区域 (FuBgangerzone) を設定する目標が立てられ、その基本方針に基づいて1967年に設計コンペが行なわれ、1969年に都市計画決定、1972年のミュンヘンオリンピックまでには一応の完成を見た。
歩行者街路の中心軸となったノイハウザー通り、カウフィンガー通りはそれまではミュンヘン中央駅からカールス広場を経由し、市庁舎広場 (マリエン·プラッツ) を結ぶ6車線の自動車の主要道路であっとそれらが地下鉄建設にあわせ完全な歩行者空間に改造整備された。歴史的な市街であるがゆえに整形の街区構成を反映し、道幅が微妙に変化し、随所に歩行者溜まりが用意された。そこには街路樹や街灯ベンチ、フラワーポットなどが置かれた。かつて主要交差点であったカールス広場の中央には噴水が泣けられ、市庁舎広場は全面的に石の歩行者広場となった。市庁舎の塔のカラクリ時計がそれを眺める多くの旅行客が集まる広場となる。利便性が向上し、商業施設も復活しかつての賑わいも取り戻した。
またエッセンに近いケルンでも中心部のホーエ通りの歩行者街路化はすでに第二次大戦前からされていたが1965年にはこの街路を中心とした、より広範囲の歩行者区域計画が実現している。さらに1974年、歩行者街路を延長した新しい総合交通計画が策定され、その結果、ホーエ通りとシルダー通りの街路を軸とした歩行者区域が実現した。歩行者街路の背後の街区には4、5層の都市型集合住宅が続く。1階がショップやレストラン、2階より上層が住居階の立体用途が一般的な欧州都市で、このケルンのまちもそれに該当する。さらに特筆すべきは中心市街の東側を流れるライン川沿いの河畔道路が地下化されたことで、これにより歩行者街路がそのまま河畔につながり、主要部一帯の面的な歩行者区域になっている。
その他のドイツ国内の都市、特に旧西ドイツ国内での歩行者街路の実現は1965年頃から1970年代には一般化し、前述の都市に加え、フランクフルト、ボッフム、ボン、キール、リューデンシャイト、デュッセルドルフ、ダルムシュタット、ヴッパタール、クレフェルト、フライブルクなどで行われている。歩行者街路の導入都市は1972年には60都市、のほぼすべてのまち、人口1S2万人のまちにまで中心部に歩行者区域が設定された。1976年には400都市、1978年には600都市と報告されている。つまり1980年頃までには旧西ドイツ国内ほぼすべての主要都市で導入されている。
歩行者区域内の道路は敢えて歩行者専用とせず、早朝から10時頃までの歩行者交通量の少ない時間帯では自動車進入を認め、沿道商店等のサービスに万全を図っている。規制時間内であっても、身障者用車両や緊急車両は特例として進入が認められるなど、柔軟な対応を図っているところに特徴がある。歩行者街路は、歩行者が幅員全体にわたって通行の優先権を有し、歩行者環境に適した舗装や各種ストリートファニチュアが設置される。

### オランダ
ボンエルフ発祥のオランダの都市も第二次大戦の戦禍を被っている。その中でロッテルダムの戦災復興計画の中で、進められたのがロッテルダムのラインバーン (Lijnbaan) で、アムステルダムに次ぐ第二の都市地区の再開発計画で1953年に商店街道路が歩行者専用に改良。中心商業地であるラインバーンはヤコブ・バケマたち当時のオランダの著名建築家らが集まって実現した。街路の中央には花壇を配しているが、それが単調に並ぶのではなく、ある一定間隔で両端をつなぐことで分節化されており、その空間スケールは建築家ならではとも言うべき演出である。計画的な歩行者専用のショッピングモールとしては世界初とされる。その後 地域にまで歩行者区域は拡大され、隣接する場所に1997年につくられたシュホーフブルグ広場 (schouwburg plein,設計:WEST8) には、可動式の赤いアームがあり、様々なイベントや遊びの空間として活用されるなど、ラインバーン地区一帯が大いに賑わってきた。2000年代以降は、アーケードが新しいデザインに更新され、その装いは一新されてきた。またこの地域一帯はロッテルダム中央駅の改造計画にあわせた再開発計画が進められ、ラインバーンの商店街では低層の街並みは維持しつつ、住居の高層化による居住人口の増加策も進められている。商店街整備とあわせて、緑地整備なども含めた居住環境改善手法も採られている。

### フランス
ボルドー市の旧市街地をサント＝カトリーヌ通り（Rue Sainte-Catherine）が南北に貫き（1,250メートル）、歩行者空間・商店街となっている。

## 東洋の都市
中国ハルビン市中央大街が有名である。ロシアによって建設・整備された。
しかし中国や日本などの都市ではヨーロッパのような形での広場の発達はそれほど多くない。日本では道路の交差する「辻」に関する言葉が多く残っており（辻商い、辻占い、辻売り、辻講釈、辻芝居、辻馬車など）、辻が多目的空間として機能していた。